# 613 계명
613계명은 유대교에서 지키는 율법으로 유대민족의 출애굽과정에서 광야를 떠돌아다니던 시절 모세가 기록한 모세오경(창세기, 출애굽기, 레위기, 민수기, 신명기)을 세분화한 것이다. 두 가지 버전이 있는데, "하라"는 긍정적인 형태로 된 계명 248개와, "하지 말라"고 하는 부정적인 형태로 된 금지 계명 365개로 편집된 버전과 모세오경의 순서대로 편집된 버전이다. 성경순서대로 편집된 버전은 다음과 같다.

창세기 (1~3계명)
1. "생육하고 번성하라"(창 1:28).
2. 모든 유대인 남자는 할례를 받아야 한다(창 17:10).
3. 환도뼈의 큰 힘줄을 먹어서는 안 된다(창 32:32).
출애굽기 (4~114계명)
4. "이 달을 한 해의 첫째 달로 삼아서, 한 해를 시작하는 달로 하여라"(출 12:2).
5. 유월절을 지키기 위해서 니산 월 14일 오후에 흠이 없는 1년된 수양이나 숫염소를 잡아야 한다 (출 12:5-6). 
6. 유월절 양으로 바친 제물은 니산 월 15일 밤에 먹어야 한다(출 12:8).
7. 유월절에 먹는 양고기는 날로 먹거나 삶아 먹어서는 안된다(출 12:9).
8. 유월절 양고기는 다음 날까지 남겨서는 안된다(출 12:10).
9. 유월절에는 누룩을 제거해야 한다(출 12:15).
10. 누룩없는 떡(무교병)을 니산 월 15일에 먹어야 한다(출 12:18).
11. 유월절 기간동안에는 누룩으로 만든 떡을 먹어서는 안된다(출 12:19).
12. 유월절에는 조금이라도 누룩이 섞인 떡을 먹지 말라(출 12:20).
13. 변절한 유대인이나 이교도들은 유월절 양을 먹지 못한다(출 12:43).
14. 임시로 거주하는 타국인이나 고용된 타국인 품꾼도 유월절 양을 먹지 못한다(출 12:43). 
15. 유월절 희생 양의 고기는 집 안에서만 먹어야 한다(출 12:46).
16. 양고기의 뼈를 꺾어서는 안된다(출 12:46).
17. 할례를 받지 않은 사람은 유월절 양을 먹지 못한다(출 12:48-49).
18. 처음 난 것은 거룩하게 구별하여 하느님께 바쳐야 한다(출 13:2).
19. 유교병(누룩있는 떡)을 먹어서는 안된다(출 13:3).
20. 유월절 이레동안에는 무교병을 먹고, 유교병이나 누룩을 다 없애야 한다(출 13:7)
21. 아버지는 자녀들에게 유월절 저녁 식사 자리에서 출애굽 이야기를 들려주어야 한다(출 13:8). 
22. 나귀의 첫새끼는 어린 양으로 대속해야 한다(출 13:13).
23. 나귀를 양을 통해서 대속하지 않으려거든 그 목을 꺾어야 한다(출 13:13).
24. 안식일에 걸을 수 있는 거리의 한계에 관한 규정(출 16:29).
25. "나는 너희를 이집트 땅, 종살이하던 집에서 이끌어 낸 너희 하느님 야훼이다"(출 20:2). 
26. 다른 신들을 섬기지 말라(출 20:3).
27. 우상을 만들지 말라(출 20:4).
28. 우상에게 절하지 말라(출 20:5).
29. 우상을 섬기지 말라(출 20:5).
30. 하느님의 이름을 함부로 불러서는 안된다(출 20:7).
31. 안식일을 기억하라(출 20:8).
32. 안식일에는 가족이나 종이나 객이라고 할지라도 아무 일도 시켜서는 안된다(출 20:10). 
33. 부모를 공경하라(출 20:12).
34. 살인하지 말라(출 20:13).
35. 간음하지 말라(출 20:14).
36. 도적질하지 말라(출 20:15).
37. 거짓 증거하지 말라(출 20:13).
38. 탐내지 말라(출 20:17).
39. 너희는 나밖에 다른 신들을 섬기려고, 은이나 금으로 신들의 우상을 만들지 못한다(출 20:23). 
40. 제단을 다듬은 돌로 만들어서는 안된다(출 20:24-25).
41. 제단에 올라가는 층계를 놓아서는 안된다(출 20;26).
42. "히브리 종은 일곱째 되는 해에 자유케 하라"(출 21:2).
43. 종의 보호에 관한 규정.
44. 주인이 아내로 취하려고 산 여종이 마음에 안 들면 다시 그녀의 아버지에게로 돌려보내야 한다(출 21:8). 
45. 그녀를 다시 파는 일이 있어서는 안된다(출 21:8).
46. 여종을 아들에게 주려고 샀으면, 그녀를 딸처럼 대하여 한다(출 21:9).
47. 사람을 때려서 죽인 자는 반드시 사형에 처해야 한다(출 21:12).
48. 부모를 때리거나 저주하는 자는 반드시 사형에 처해야 한다"(출 21:15, 17).
49. 이웃에게 상해를 입힌 경우에 관한 규정(출 21:18-19).
50. 종을 상해하거나 죽였을 경우에 관한 규정(출 21:20-21).
51. 소가 받아서 사람을 상해한 경우에 관한 규정(참조. 출 21:28-32, 35-36).
52. 소가 사람을 받아서 죽인 경우에 관한 규정(출 21:28-32, 35-36).
53. 구덩이에 짐승이 빠진 경우에 관한 규정(출 21:33-34).
54. 도둑에 관한 규정(출 22:1-4).
55. 남의 농작물을 가축이 뜯어먹은 경우에 관한 규정(출 22:5).
56. 불을 내서 이웃의 농작물에 피해를 입힌 경우에 관한 규정(출 22:6).
57. 보관물에 대한 규정(출 22:7 이하).
58. 서로 소유권을 주장하는 경우에 관한 규정(출 22:9).
59. 맡긴 집짐승이 다치거나 없어지거나 죽거나 맹수에게 물려 죽은 경우에 관한 규정(출 22:10-11). 
60. 빌려 온 짐승이 다치거나 죽었을 경우에 관한 규정(출 22:14-15).
61. 처녀를 꾀어서 건드린 경우에 관한 규정(출 22:16-17).
62. 마술을 부리는 여자는 살려 두어서는 안된다(출 22:18).
63. 함께 살고 있는 나그네를 학대하지 말라(출 22:21).
64. 그들을 억압하지 말라(출 22:21).
65. 과부와 고아의 보호에 대한 규정(출 22:22-25).
66. 필요한 사람에게는 돈을 빌려주어야 한다(출 22:25).
67. 돈을 빌려주었으면 빚쟁이처럼 독촉을 하지 말아야 한다(출 22:25).
68. 가난한 사람들에게는 이자를 받아서는 안된다(출 22:25).
69. 재판장에게 욕되는 말을 해서는 안된다(출 22:28).
70. 하느님께 욕되는 말을 해서는 안된다(출 22:28).
71. 지도자들에게 욕되는 말을 해서는 안된다(출 22:28).
72. 첫 것을 바치는 것에 관한 규정(출 22:29-30).
73. "들에서 맹수에게 찢겨 죽은 짐승의 고기를 먹지 말라"(출 22:31).
74. "근거 없는 말을 해서는 안된다"(출 23:1).
75. "거짓 증언을 하여 죄인의 편을 들어서는 안된다"(출 23:1).
76. "다수의 사람들이 잘못을 저지를 때에도 그들을 따라가서는 안된다"(출 23:2).
77. 다수의 사람들이 정의를 굽게 하는 증언을 할 때에 그들을 따라가서는 안된다(출 23:2). 
78. 다수를 따라야 한다(출 23:2).
79. "가난한 사람의 송사라고 해서 치우쳐서 두둔해서도 안된다"(출 23:3).
80. "너희를 미워하는 사람의 나귀가 짐에 울려 쓰러진 것을 보거든, 그것을 내버려두지 말고, 반드시 임자가 나귀를 일으켜 세우는 것을 도와주어야 한  다"(출 23:5). 
81. "너희는 가난한 사람의 송사라고 해서, 그에게 불리한 판결을 내려서는 안된다"(출 23:6). 
82. "거짓 고발을 물리쳐라. 죄 없는 사람과 의로운 사람을 죽여서는 안된다"(출 23:7). 
83. "너희는 뇌물을 받아서는 안된다"(출 23;8).
84. 안식년에는 농경지에 아무것도 심어서는 안된다.
85. 안식일에는 어떤 일도 해서는 안된다.
86. 다른 신들의 이름은 불러서도(기억해서도) 안된다(출 23:13).
87. 다른 신들의 이름은 입밖에도 내서도 안된다(출 23:13).
88. "너희는 한 해에 세 차례 나의 절기를 지켜야 한다"(출 23:14).
89. "너희는 나에게 바치는 희생제물의 피를, 누룩을 넣은 빵과 함께 바쳐서는 안된다(출 23:18a; 34:25a). 
90. "절기 때에 나에게 바친 기름을 다음날 아침까지 남겨 두어서도 안된다"(출 23:18b; 34:25b). 
91. 첫 열매 중 가장 좋은 것으로 바쳐야 한다(출 23:19a; 34:26a).
92. "너희는 새끼 염소를 그 어미의 젖으로 삶아서는 안된다"(출 23:19b; 34;26b).
93. 팔레스타인의 7 민족과 언약을 맺어서는 안된다(출 23:23).
94. 팔레스타인의 일곱 민족에 속한 사람들은 히브리인들과 더불어 살아가지 못하도록 하여야 한다(출 23:34). 
95. "나에게 제물을 바치려거든, 너희는 흙으로 제단을 쌓고, 그 위에다 번제물과 화목제물로 너희의 양과 소를 바쳐라. 너희가 나의 이름을 기억하고 예배하도록,내가 정하여 준 곳이면 어디든지, 내가 가서 너희에게 복을 주겠다"(출 20:24). 
96. "채들을 궤의 고리에 그대로 두고, 거기에서 빼내지 말아라"(출 25:15).
97. "그 상은 언약궤 앞에 놓고, 상 위에는 나에게 바치는 거룩한 빵을 항상 놓아 두도록 하여라" (출 25:30). 
98. 증거궤 앞에 쳐 놓은 휘장 밖에 올리브 기름으로 등불을 밤에는 늘 켜 두어야 한다(출 27:21). 
99. 대제사장의 예복에 대한 규정(출 28:2).
100. 가슴받이가 에봇에서 떨어지지 않도록 해야 한다(출 28:28).
101. 대제사장이 입을 옷은 목을 위하여 파 놓은 구멍의 둘레를 찢어지지 않도록 튼튼하게 만들어야 한다(출 28:32). 
102. 제사장만이 속죄의 제물을 먹을 수 있다(출 29:33).
103. 제사장은 아침 저녁으로 분향단 위에 향을 피워야 한다(출 30:7-8).
104. 분향단 위에다가는 향기로운 향을 피우는 일 이외에는 어느 것도 해서는 안된다(출 30:9). 
105. 회막 세금에 관한 규정(출 30:13).
106. 제사장은 회막에 들어가기 전에 손발을 반드시 물로 씻어야 한다(출 30:19-20).
107. 성별하는 기름을 만드는 방법에 대한 규정(출 30:25)
108. 성별하는 기름은 아무에게나 부어서는 안된다(출 30:32a).
109. 성별하는 기름을 만드는 방법으로 똑같은 기름을 만들어서 다른 용도로 사용해서는 안된다(출 30:32b). 
110. 사사로이 쓰려고 유향을 만드는 방법과 똑같은 방법으로 향품을 만들어서는 안된다 (출 30:37). 
111. 우상숭배자들과 언약을 맺어서 그들이 우상에게 바친 제물들을 먹게 되는 일이 없어야 한다(출 34:15). 
112. 안식일에는 밭갈이하는 철이나 추수하는 철에도 일해서는 안된다(출 34:21).
113. "새끼 염소를 그 어미의 젖으로 삶아서는 안된다"(출 34:26).
114. 안식일에는 불을 피워서는 안된다(출 35:3).
레위기 (115~361계명)
115. 번제(burnt offering 또는 holocaust)에 대한 규례(레 1장).
116. 곡식제물에 대한 규정(레 2장).
117. 곡식제물에는 누룩이나 꿀이 들어 있어서는 안된다(레 2:11).
118. 모든 곡식제물에는 소금이 빠져서는 안된다(레 2:13a).
119. 어떤 제물에도 소금을 빠뜨려서는 안된다(레 2:13b).
120. 이스라엘 온 회중이 산헤드린의 잘못된 결정으로 죄를 범하게 되면 속죄 제물을 드려야 한다(레 4:13). 
121. 개인이 실수를 한 경우에도 속죄제물을 바쳐야 한다(레 4:27-28).
122. 증인이 자기가 본 것이나 알고 있는 것을 사실대로 증언하지 않고 은닉하면 거기에 책임을 져야 한다(레 5:1). 
123. 속죄제물을 바쳐야 하는 경우
124. 새를 속죄제물로 가져오면 그것은 다른 짐승을 제물로 가져온 경우와는 달리,제물을 바친 사람이 잡지 않고 제사장이 직접 그것의 목을 비틀어서 잡아야 하는데, 이 때 목이 떨어지게 해서는 안된다(레 5:8). 
125. 가난하여 속죄제물로 짐승이나 새를 바칠 수 없는 경우에는 밀가루를 바칠 수 있으나,이 때 제사장은 거기에 기름을 섞어서는 안된다(레 5:11). 
126. 또한 거기에 향을 얹어서도 안된다(레 5:11).
127. 제물을 바치다가 실수하여 죄를 범하면 바친 것의 20 %에 해당하는 벌금을 지불해야 한다(레 5:15-16). 
128. 부정적인 계명(금지 계명)을 실수로 어긴 경우에도 속건제물을 바쳐야 한다(레 5:17-18). 
129. 다른 사람의 물건을 불의하게 취한 경우에 관한 규정(레 6:1-5).
130. 남의 물건을 불의한 방법으로 취한 자는 모두 물어내야 한다(레 6:5).
131. 제단의 재에 대한 규례(레 6:10-11)
132. 제단의 불은 항상 피워져 있어야 한다(레 6:12).
133. 제단의 불을 꺼뜨려서는 안된다(레 6:12).
134. 곡식제물을 드리고 난 나머지는 제사장이 먹어야 한다(레 6:16).
135. 제사장은 곡식제물에 누룩을 넣고 구워서는 안된다(레 6:17).
136. 대제사장도 다른 사람들처럼 곡식제물로 밀가루를 드려야 하는데, 그는 매일마다 그래야 했으며, 그것으로 아침 저녁 빵을 구워 바쳐야 한다(레 6:20 이하). 
137. 제사장이 드리는 곡식제물은 아무도 먹지 못한다. 그것은 다 태워 버려야 한다(레 6:23). 
138. 속죄제물은 번제물을 드리는 장소에서 드려야 한다(레 6:25 이하).
139. 성소에서 속죄해 주려고 제물의 피를 회막 안으로 가져왔을 때에는, 어떤 속죄제물도 먹어서는 안된다(레 6:30). 
140. 속건제물을 드릴 때의 규례(레 7:1 이하).
141. 감사의 뜻으로 화목제물을 바치는 경우에는 빵을 곁들여 바쳐야 한다(레 7:11-12).
142. 화목제물로 드린 것 가운데 감사제물로 바친 고기는 그 날로 먹어야 하며 다음 날까지 남겨서는 안된다(레 7:15). 
143. 화목제물로 드린 것 가운데 서원제물이나 자원제물로 바친 고기는 이틀째 되는 날까지 다 먹어야 하며, 사흘째 되는 날까지 그 희생제물이 남아 있으면, 불살라야 한다(레 7:17). 
144. 어떤 종류의 것이든(감사제물, 서원제물, 자원제물) 화목제물로 드린 고기 중 사흘째 되는 날까지 남은 것을 먹어서는 안된다(레 7:18). 
145. 어떤 종류의 화목제물이든 불결한 것에 닿은 고기는 먹지 말아야 한다(레 7:19a).
146. 그리고 그것은 불에 태워야 한다(레 7:19b).
147. 동물의 기름기는 먹지 못한다(레 7:23).
148. 어떤 피든지 먹어서는 안된다(레 7:26).
149. 제사장은 머리를 풀어서는 안된다(레 10:6),
150. 그는 옷을 찢어 애도를 해서도 안된다(레 10:6).
151. 제사장은 성전(성소)에서 일하는 동안은 밖으로 나가서는 안된다(레 10:7).
152. 제사장은 성전(성소)에 들어가기 전에는 포도주나 독주를 마셔서는 안 된다(레 10:9, 11). 
153. 땅에서 사는 짐승들 가운데 새김질을 하면서 동시에 굽이 갈라진 것만 먹을 수 있다(레11:2-4, 7). 
154. 낙타, 오소리, 토끼, 돼지 등과 같이 새김질을 하지 않거나 굽이 갈라지지 않은 짐승은 먹지 못한다(레 11:4). 
155. 물 속에서 사는 동물 중 지느러미와 비늘이 있는 것은 먹을 수 있다(레 11:9,12).
156. 그러나 지느러미와 비늘이 없는 것은 먹지 말아야 한다(레 11:12).
157. 새 가운데서 먹지 말아야 할 것(레 11:13).
158. 곤충 가운데서 네 발로 걷는 날개 달린 것들은 먹지 못한다(레 11:21).
159. 길짐승에 대한 규정(레 11:29 이하).
160. 요리가 된 젖은 음식에 죽은 길짐승이 닿으면 그것은 먹어서는 안된다(레11:34).
161. 먹을 수 있는 짐승이라도, 그 주검을 만진 자는 저녁 때까지 부정하다(레11:39).
162. 땅에 기어다니는 길짐승은 먹지 말아야 한다(레 11:41-42).
163. 과일이나 채소에 붙어사는 벌레는 먹지 알아야 한다(레 11:41-42).
164. 물 속에 기어다니는 것들도 먹어서는 안된다(레 11:46).
165. 흙에서 생긴 벌레는 먹지 말아야 한다(레 11:44).
166. 산모의 정결 예식에 관한 규정(레 12:1 이하).
167. 제의적으로 부정하게 된 사람은 거룩한 음식을 먹을 수 없다(레 2:6).
168. 아이를 낳은 여인이 정결 예식을 위해 바쳐야 할 제물(레 12:6-8).
169. 제사장이 나병의 여부를 확인하여야 한다(레 13:2).
170. 백선이 머리나 턱에 생긴 경우, 백선이 난 자리만 빼고 털을 민 다음에, 백선이 생긴 그 환자를 이레 동안 격리시켜야 한다(레 13:33). 
171. 악성 피부병에 걸린 사람은 입은 옷을 찢고 머리를 풀어야 하며, "부정하다, 부정하다" 외쳐야 한다(레 13:45). 
172. 천이나 가죽 제품에 곰팡이가 생긴 경우에 관한 규정(레 13:47-59).
173. 악성 피부병이 나은 경우에도 제사장이 확인을 해야 한다(레 14:2, 3).
174. 악성 피부병이 나은 사람은 이레 후에 모든 털을 다 밀어야 한다(레 14:9).
175. 또한 그는 옷을 빨고 목욕을 해야 한다(레 14:9).
176. 악성 피부병을 고침 받은 사람이 바쳐야 할 제물(레 14:10 이하).
177. 건물에 생기는 악성 곰팡이에 관한 규정(레 14:34 이하).
178. 성기에서 고름이 계속 흐르는 남자는 부정한 사람이며, 그와 접촉하는 모든 물건이나 사람도 부정하게 된다(레 15:1-12). 
179. 고름이 멎은 경우에는 정결례를 행해야 한다(레 15:13-15).
180. 남자가 실수로 정액을 흘린 경우에 관한 규정(레 15:16-18).
181. 월경에 관한 규정(레 15:19 이하).
182. 여자가 계속 피를 흘리면 부정하게 여겨야 하며, 그녀와 접촉하는 사람도 부정하게 된다(레 15:2 이하). 
183. 그녀의 병이 다 난 다음에는 정결례를 행해야 한다(레 15:25 이하).
184. 보통 때는 지성소에 들어가서는 안된다(레 16:2).
185. 속죄일에 드리는 제사에 관한 규정(레 16 장).
186. 희생제물은 성전(성소)에서만 드려야 한다(레 17:3-4).
187. 짐승의 피는 땅에 묻어야 한다(레 17:13).
188. 가까운 살붙이의 몸을 범하면 안된다(레 18:6).
189. 아버지의 몸을 범하면 안된다(레 18:7).
190. 어머니의 몸을 범하면 안된다(레 18:7).
191. 아버지가 데리고 사는 여자의 몸을 범하면 안된다(레 18:8).
192. 누이의 몸을 범하면 안된다. 누이가 아버지의 딸이든지 어머니의 딸이든지 그녀를 범하면 안 된다(레 18:9). 
193. 손녀나 외손녀의 몸을 범하면 안된다(레 18;10).
194. 아버지가 낳은 딸의 몸을 범하면 안된다(레 18:10).
195. 딸의 몸을 범하면 안된다(참조. 레 18:10).
196. 아버지가 데리고 사는 여자가 낳은 딸을 범해서는 안된다. 즉 배다른 누이를 범해서는 안된다(레 18:11). 
197. 고모의 몸을 범해서는 안된다(레 18:12).
198. 이모의 몸을 범해서는 안된다(레 18:13).
199. 숙모의 몸을 범해서는 안된다(레 18:14).
200. 숙모의 몸을 범하는 것은 삼촌을 부끄럽게 하는 것이다(레 18:14).
201. 며느리의 몸을 범해서는 안된다(레 18:15).
202. 형수나 제수의 몸을 범해서는 안된다(레 18:16).
203. 데리고 사는 여자의 딸의 몸을 범해서는 안된다(레 18:17).
204. 데리고 사는 여자의 손녀의 몸을 범해서는 안된다(레 18;17).
205. 데리고 사는 여자의 외손녀의 몸을 범해서는 안된다(레 18:17).
206. 아내가 살아 있는 동안에는 아내의 형제들을 첩으로 데려다가 살아서는 안된다(레 18:18). 
207. 여자가 월경을 하는 경우에는 그녀와 동침해서는 안된다(레 18:19).
208. 자녀를 몰렉에게 바쳐서는 안된다(레 18:21).
209. 동성 연애 금지에 관한 규정(레 18:22)
210. 남자들은 짐승과 교접해서는 안된다(레 18:23).
211. 여자들도 짐승과 교접해서는 안된다(레 18:23).
212. 부모를 두려워하라(레 19:3).
213. 우상들을 의지하지 말라(레 19:4).
214. 쇠를 녹여 신상을 만들어서도 안된다(레 19:4).
215. 제물로 바친 것들은 그 날로 다 먹어야 한다(레 19:6).
216. 농작물이나 과수를 거두어들일 때 조금은 남겨 두어야 하며(레 19:9-10), 
217. 그것들을 다 거두어들여서는 안된다(레 19:9-10).
218. 농작물을 거두어들일 때 조금은 남겨 두어야 하며(레 19:9), 
219. 그것을 다 거두어들여서는 안된다(레 19:9).
220. 포도원의 포도를 조금은 남겨 두어야 하며(레 19:10), 
221. 그것을 다 거두어들여서는 안된다(레 19:10).
222. 포도밭에 떨어진 포도는 그대로 남겨 두어야 하며(레 19:10), 
223. 그것을 다 주워서는 안된다(레 19:10).
224. 훔치지 말라(레 19:11).
225. 사기하지 말라(레 19:11).
226. 속이지 말라(레 19:11).
227. 거짓 맹세를 하지 말아야 한다(레 19:12).
228. 이웃을 억누르지 말아야 한다(레 19:13).
229. 이웃의 것을 빼앗지 말아야 한다(레 19:13).
230. 품삯은 그날로 지불해야 한다(레 19:13).
231. "듣지 못하는 사람을 저주해서는 안된다"(레 19:14).
232. "눈이 먼 사람 앞에 걸려 넘어질 것을 놓아서는 안된다"(레 19:14).
233. 재판관은 공정하지 못한 재판을 해서는 안된다(레 19:15).
234. 누구도 편들어서는 안된다(레 19:15).
235. 그는 반드시 공정한 재판만을 해야 한다(레 19:15).
236. "남을 헐뜯는 말을 하고 다녀서는 안된다"(레 19:16a).
237. 이웃의 생명을 위태롭게 하는 일을 해서는 안된다(레 19:16b).
238. "미워하는 마음을 품어서는 안된다"(레 19:17a).
239. 이웃이 잘못을 하면, 반드시 그를 타일러야 한다(레 19:17b).
240. 그리고 이렇게 하는데 있어서 그를 부끄럽게 해서는 안된다(참조. 레19:17a).
241. 이스라엘 백성끼리 원수를 갚는 일이 있어서는 안되며(레 19:18a),
242. 앙심을 품어서는 안된다(레 19:18a).
243. "이웃을 네 몸과 같이 사랑하여라"(레 19:18b).
244. 가축 가운데서 다른 종류끼리 교미시켜서는 안된다(레 19:19).
245. 밭에다가 서로 다른 두 종류의 씨앗을 함께 뿌려서는 안된다(레 19:19).
246. "할례 받지 못한" 과일에 관한 규정(레 19:23)
247. "거룩한 과일"에 관한 규정(레 19:24)
248. 피째로 먹어서는 안된다(레 19:26).
249. 점을 쳐서도 안 되며(레 19:26), 
250. 마법을 써서도 안된다(레 19:26).
251. 관자놀이의 머리를 둥글게 깎아서는 안된다(레 19:27).
252. 구레나룻을 밀어서는 안된다(레 19:27).
253. 몸에 문신을 새겨서는 안된다(레 19:28).
254. 성소를 속되게 하지 말라(레 19:30).
255. 혼백을 불러내는 사람에게 가지 말아야 한다(레 19:31).
256. 점을 치는 사람에게 가서도 안된다(레 19:31; 20:6).
257. 어른을 공경하라(레 19:32).
258. 길이나 무게나 양을 잴 때에 바른 기구를 사용하여야 한다(레 19:35).
259. 그리고 정확하게 재야 한다(레 19:36).
260. 부모를 저주하는 자는 사형에 처해야 한다(레 20:9).
261. 남자가 그의 아내와 장모를 함께 취하면 그들은 모두 화형에 처해야 한다(레20:14).
262. 이교도들의 풍속을 따르지 말라(레 20:23).
263. 제사장이 주검을 만져 자신을 더럽혀서는 안된다.
264. 그러나 가족의 주검은 만질 수 있다(제 264 계명; 레 21:1-4).
265. 주검을 만져 부정하게 된 제사장은 제의적인 목욕을 한 뒤 그날 저녁에는 제사 음식을 먹을 수 있다(레 21:6; 22:7). 
266. 제사장은 창녀와 결혼해서는 안된다(레 21:14-15).
267. 제사장은 부정한 여자와 결혼해서도 안된다(레 21:7).
268. 제사장은 이혼한 여자와 결혼해서도 안된다(레 21:7).
269. 제사장을 거룩하게 여겨야 한다(레 21:8).
270. 대제사장은 어떤 주검에도 가까이 가서는 안된다(레 21:11).
271. 대제사장은 가족의 주검에도 가까이 가서는 안된다(레 21:11).
272 대제사장은 처녀와만 결혼해야 한다(레 21:13).
273. 대제사장은 과부와 결혼해서는 안된다(레 21:14).
274. 대제사장은 이혼한 여자와 결혼해서도 안된다(레 21:14).
275. 아론의 후손 가운데 몸에(영구적인)흠이 있는 사람은 제사를 드리는 일을 할 수 없다(레 21:17). 
276. 일시적인 흠이 있는 제사장도 그것이 날 때까지는 제사 드리는 일을 할 수가 없다(참조. 레 21:17). 
277. 또한 이러한 사람들은 휘장 안으로 들어가거나 제단에 가까이 나아갈 수 없다(레 21:23). 
278. 부정하게 된 제사장은 제사를 드릴 수 없다(참조. 레 22:2).
279. 그는 성물(聖物)을 먹을 수 없다(레 22:4).
280. 제사장이 아닌 여느 사람들은 성물을 먹을 수 없다(레 22:10).
281. 제사장이 데리고 있는 나그네나 품꾼도 성물을 먹을 수가 없다(레 22:10).
282. 할례 받지 않은 제사장은 성물을 먹을 수 없다(참조. 레 22:10 이하).
283. 제사장의 딸이더라도 여느 남자에게로 시집 간 사람은 성물을 먹을 수 없다(레22:12).
284. "테벨"(tevel)은 먹지 말아야 한다(참조. 레 22:16).
285. 흠있는 짐승을 거룩하게 해서는 안된다(레 22:19).
286. 모든 제물은 흠이 없는 것이라야 한다(레 22:20-21).
287. 제물에 흠이 생기게 해서는 안된다(레 22:21).
288. 흠이 있는 짐승의 피를 제단에 뿌려서는 안된다(레 22:22).
289. 흠이 있는 짐승을 잡아서는 안된다(레 22:22).
290. 흠이 있는 짐승의 내장을 불살라서는 안된다(레 22:22).
291. 거세(去勢)해서는 안된다(레 22:24).
292. 이방인이라도 흠이 없는 짐승을 바쳐야 한다(레 22:25).
293. 제물로 바치는 짐승은 난지 여드레가 지난 것이라야 된다(레 22:27).
294. 제물로 짐승을 바칠 때, 어미와 새끼를 같은 날 잡아서는 안된다(레 22:28).
295. 하느님의 이름을 욕되게 해서는 안된다(레 22:32).
296. 하느님의 이름이 거룩히 여김을 받도록 해야 한다(레 22:32).
297. 유월절 첫날은 쉬어야 한다(레 23:7).
298. 유월절 첫 날은 생업을 위하여 일해서는 안된다(레 23:7).
299. 유월절 기간 동안에는 계속 번제를 드려야 한다(레 23:8).
300. 유월절 기간중 이레째 되는 날에는 다시 쉬어야 한다(레 23:8).
301. 그날은 생업을 위해서 일해서는 안된다(레 23:8).
302. 유월절 둘째 날에는 첫 곡식단을 제사장에게 가져가야 하고 제사장은 그것을 흔들어 바쳐야 한다(레 23:10). 
303. 첫 곡식 단을 바치기 전에는 거두어들인 곡식을 아무것도 먹어서는 안된다(레23:14).
304. 첫 곡식 단을 바치기 전에는 볶은 곡식도 먹어서는 안된다(레 23:14).
305. 또한 햇곡식도 먹어서는 안된다(레 23:14).
306. 곡식단을 흔들어 바친 그 날부터 49일이 되는 때까지 매일매일 날을 세어야 한다(레 23:15). 
307. 오순절에는 햇곡식으로 만든 빵 두개를 바쳐야 한다(레 23:17).
308. 오순절에는 쉬어야 한다(레 23:21).
309. 오순절에는 생업을 위해 어떤 일도 해서는 안된다(레 23:21).
310. 새해 첫날(일곱째달 초하루)은 쉬어야 한다(레 23:24).
311. 새해 첫 날에는 일해서는 안된다(레 23:25).
312. 새해 첫날은 살라 바치는 제물을 드려야 한다(레 23:25).
313. 속죄일에는 금식해야 한다(레 23:27).
314. 속죄일에는 살라 바치는 제물을 드려야 한다(레 23:27).
315. 속죄일에는 어떤 일도 해서는 안된다(레 23:28).
316. 속죄일에는 어떤 것도 먹거나 마셔서는 안된다(레 23:29).
317. 속죄일에는 쉬어야 한다(레 23:32).
318. 초막절 첫날에는 일을 해서는 안된다(레 23:35).
319. 초막절에는 어떤 종류의 일을 해서도 안된다(레 23:35).
320. 초막절 절기 동안 매일 살라 바치는 제물을 드려야 한다(레 23:36).
321. 초막절 여드레째 되는 날에는 쉬어야 한다(레 23:36).
322. 초막절 여드레째 되는 날에는 살라 바치는 제물을 드려야 한다(레 23:36).
323. 초막절 여드레째 되는 날에는 생업을 위해 일해서는 안된다(레 23:37).
324. 초막절 첫날에는 좋은 나무에서 난 열매와 종려나무 가지, 무성한 나뭇가지, 갯버들을 가져와야 한다(레 23:40). 
325. 초막절 기간에는 이레 동안 초막에서 지내야 한다(레 23:42).
326. 안식일에는 땅을 놀려야 한다(레 25:4).
327. 안식년에는 포도원을 가꾸어서도 안된다(레 25:4).
328. 안식년에 저절로 열린 곡식들도 거두어 드려서는 안된다(레 25:5).
329. 안식년에는 저절로 열린 과실들도 거두어 드려서는 안된다(레 25:5).
330. 안식년을 일곱번 세어야 한다(레 25:8).
331. 속죄일에는 뿔나팔을 불어야 한다(레 25:9).
332. 50년째 되는 해(희년)를 거룩히 여기라(레 25:10).
333. 희년에는 심거나 거두어서는 안된다(레 25:11).
334. 희년에는 저절로 열린 포도를 거두어들여서도 안된다(레 25:11).
335. 희년에는 저절로 맺힌 열매를 필요 이상으로 거두어들여서는 안된다.
336. 무엇을 사거나 팔 때에 부당한 이익을 남겨서는 안된다(레 25:14).
337. 속이지 말라(레 25:14).
338. 말을 함부로 하여 이웃에게 상처를 주어서는 안된다(레 25:17).
339. 땅을 아주 팔지는 못한다(레 25:23).
340. 희년에는 땅을 본래의 주인에게로 돌려주어야 한다(레 25:24).
341. 성곽 안에 있는 집을 판 경우에는 일년 안에는 언제든지 다시 살 수 있지만, 일년이 지나면 그렇게 할 수 없다. 희년이 되어도 집은 본래의 주인에게 돌아가지 않는다(레25:29, 30). 
342. 레위 사람의 땅과 집에 관한 규정(레 25:32-34).
343. 가난한 사람에게서 이자를 취해서는 안된다(레 25:36, 37).
344. 가난하여 종이 된 동족(同族)에 대해서는 노예 부리듯 해서는 안된다(레25:39).
345. 동족인 종은 팔 수 없다(레 25:42).
346. 동족인 종을 심하게 부려서는 안된다(레 25:43).
347. 종이 가나안 사람인 경우에는 그를 영원히 부릴 수 있다(레 25:46).
348. 이교도들에게 동족이 종으로 팔려 갔으면, 값을 치르고 그를 다시 되돌려와야 한다(레 25:53). 
349. 조각한 석상에게 절을 해서는 안된다(레 26:1).
350. 하느님께 사람을 바치기로 서원해 놓고 돈으로 바치는 경우에 관한 규정(레 27:2-9).
351. 제물은 바꿔치기 할 수 없다(레 27:10).
352. 바꿔치기한 제물은 본래의 제물과 바꿔치기한 제물 둘 다를 드려야 한다(레 27:10).
353. 제물로 바치기로 했던 짐승 대신에 돈으로 바칠 경우에 대한 규정(레 27:9-14)
354. 주께 바치기로 한 (또는 바친) 집 대신에 돈으로 바칠 경우에 관한 규정(레 27:14).
355. 주께 바치기로 한 (또는 바친) 땅 대신에 돈으로 바칠 경우에 대한 규정(레 27:16).
356. 짐승의 맏배 대신 더 좋은 것이라 하여 다른 것을 바쳐서는 안된다(레 27:26).
357. 주께 바친 것은 무를 수 없다(레 27:28).
358. 주께 바친 땅은 팔 수 없다(레 27:28).
359. 주께 바친 땅은 무를 수도 없다(레 27:28).
360. 가축의 십일조를 드리는 것에 관한 규정(레 27:32).
361. 십일조로 드려야 할 가축을 팔아서는 안된다(레 27:33).
민수기 (362 - 413계명)
362. 악성 피부병 환자와 고름을 흘리는 사람과 주검에 닿아 부정을 탄 사람은 모두 진에서 내보내야 한다(민 5:2). 
363. 하느님이 머물고 계신 진을 더럽혀서는 안 된다(민 5:3).
364. 남에게 잘못을 한 사람은 그가 저지른 잘못을 고백하고 피해자에게 배상을 해야 한다(민 5:6,7). 
365. 아내의 간통을 밝히는 절차에 관한 규정(민 5:12-28).
366. 아내의 간통을 밝히기 위해 바치는 제물에는 기름을 부을 필요가 없다(민 5:15).
367. 그 제물에는 향을 얹을 필요도 없다(민 5:15).
368. 나실 사람은 포도주와 독한 술을 삼가야 한다(민 6:3).
369. 나실 사람은 포도를 먹어서는 안된다(민 6:3).
370. 그는 마른 포도를 먹어서도 안된다(민 6:3).
371. 나실 사람은 포도 씨를 먹어서도 안된다(민 6:4).
372. 그는 포도 껍질을 먹어서도 안된다(민 6:4).
373. 나실 사람은 머리를 깎아서는 안된다(민 6:5).
374. 그는 머리를 길게 자라게 내버려두어야 한다(민 6:5).
375. 나실 사람은 죽은 사람이 있는 방에 들어가서는 안된다(민 6:6).
376. 그는 가족이 죽었을 때에도 죽은 사람이 있는 방에 들어갈 수 없다 (민 6:7).
377. 나실 사람은 서약 기간이 끝나면 머리를 자르고 제물을 바쳐야 한다(민 6:13-14).
378. 제사장은 매일마다 이스라엘을 축복해야 한다(민 6:23).
379. 법궤는 제사장이 어깨에 메고 옮겨야 한다(민 7:9).
380. 유월절을 지키지 못한 사람은 한 달 후에 다시 지켜야 한다(민 9:10).
381. "두 번째 유월절"(또는 "작은 유월절")을 지키는 사람들은 누룩을 먹지 않고 만든 빵과 쓴 나물과 함께 유월절 양을 먹어야 한다(민 9:11). 
382. 그들은 다음 날 아침까지는 아무것도 남겨서는 안된다(민 9:12).
383. 희생 양의 뼈를 부러뜨려서는 안된다(민 9:12).
384. 성소에서는 날마다 나팔을 불어야 한다(민 10:8).
385. 처음 거두어들인 곡식으로 만든 과자를 제사장에게 헌납물로 드려야 한다(민 15:18-20).
386. 옷자락 끝에 술을 만들어 달아야 한다(민 15:38).
387. 마음 내키는 대로 따라가거나 눈에 좋은 대로 따라가지 말아야 한다(민 15:39).
388. 제사장과 레위인은 성소를 지켜야(보호해야) 한다(민 18:4).
389. 제사장과 레위인은 각각 각자가 할 일을 해야 한다(민 4:19)
390. 아무나 성소에서 일해서는 안된다(민 18:4, 22).
391. 일반 사람이 성소에 접근하지 못하도록 지켜야 한다(민 18:40).
392. 짐승의 맏배는 제사장의 몫으로 바쳐야 하되, 사람과 부정한 짐승 가운데 처음 난 것들은 그것을 바치는 대신에 속전을 바쳐야 한다(민 18:15, 16) 
393. 정결한 짐승의 맏배는 속전을 받고 돌려주어서는 안된다(민 18:15).
394. 회막 일은 레위인이 하여야 한다(민 18:23).
395. 십일조는 레위인에게 돌아간다(민 18:24).
396. 레위인도 십일조를 드려야 한다(민 18:26).
397. 붉은 암송아지에 관한 규례(민 19:2).
398. 죽은 사람이 있는 곳에 들어가는 사람은 부정을 타게 된다(민 19:14).
399. 부정을 탄 사람은 물로 정결하게 하여야 한다(민 19:20).
400. 아들이 없는 경우에는 딸에게 유산을 상속하여야 한다(민 27:8).
401. 번제로는 날마다 아침과 저녁으로 1년된 숫양 한 마리씩 바쳐야 한다(민 28:3).
402. 안식일에도 평상시와 같이 번제를 드려야 한다(민 28:9).
403. 매달 초하루에는 수송아지 두 마리, 숫양 한 마리, 일년된 숫양 일곱 마리를 번제로 바쳐야 한다(민 28:11). 
404. 오순절(칠칠절)에 드려야 할 제물(민 28:26-31).
405. 신년(새해)에는 나팔을 불어야 한다(민 29:1).
406. 서약이 효력이 없어지게 되는 경우에 관한 규정(민 30:3-9).
407. 서약한 것은 지켜야 한다(민 30:2).
408. 레위 사람에게 그들이 거할 성읍을 주어야 한다(민 35:2, 7).
409. 사람을 죽인 자를 그 자리에서 죽이는 일이 있어서는 안된다(민 35:12).
410. 살인 혐의자를 도피성에 보내는 것에 관한 규정(민 35:25).
411. 살인 사건의 경우에는 혐의자에게 사형을 내리기 위해서는 두 사람 이상의 증인이 있어야 한다(민 35:30). 
412. 살인자를 돈을 받고 목숨을 살려주어서는 안 된다(민 35:31).
413. 대제사장이 죽기 전에, 도피성으로 피한 사람에게서 속전을 받고 그가 살던 곳으로 돌아가서 살게 해서는 안 된다(민 35:32, 33). 
신명기 (414 - 613계명)
414. 토라를 잘 알지 못하는 사람은 재판관이 될 수가 없다(신 1:17).
415. 재판관은 아무도 두려워해서는 안된다(신 1:17).
416. 다른 사람의 것을 탐내서는 안된다(신 5:21).
417. 하느님은 한 분이심을 선언하는 것에 관한 규정(신 6:4).
418. 하느님을 사랑하라(신 6:5).
419. 자녀에게 부지런히 주의 규례와 법도를 가르쳐라(신 6:7).
420. 매일 쉐마를 암송하라(신 6:7).
421. 경문(테필린)을 손에 매라(신 6:8).
422. 경문(테필린)을 이마에도 붙이라(신 6:8).
423. 집 문설주와 대문에 메주라(mezura)를 붙여라(신 6:9).
424. 하느님과 예언자를 시험해서는 안된다(신 6:16).
425. 가나안의 7 민족을 진멸해야 한다(신 7:2).
426. 그들에게 자비를 베풀지 말라(신 7:2).
427. 가나안의 7 민족과 결혼해서는 안된다(신 7:3).
428. 이교도들의 신상을 불태우고, 그 위에 입힌 보석들을 탐내서는 안 된다(신7:25).
429. 하느님이 증오하시는 것들을 집 안에 끌어들여서는 안된다(신 7:26).
430. 먹을 것을 주신 것에 대하여 하느님께 감사들 드려야 한다(신 8:10).
431. 나그네를 사랑해야 한다(신 10:19).
432. 항상 하느님을 경외하라(신 10:20).
433. 하느님을 섬기라(신 10:20).
434. 하느님에게만 가까이하라(신 10:20).
435. 맹세할 일이 있으면 하느님의 이름으로만 맹세하라(신 10:20).
436. 이교도들이 신을 섬기는 장소는 어느 곳이나 다 허물어야 한다(신 12:2).
437. 거룩한 것들을 없애서는 안된다(신 12:4).
438. 예루살렘에 절기를 지키러 갈 때 제물을 가지고 가야 한다(신 12:6).
439. 번제는 성전에서만 드려야 한다(신 12:13).
440. 다른 모든 제물도 마찬가지로 성전에서만 드려야 한다(신 12:14).
441. 마음에 원하는 대로 짐승의 고기를 성 안에서 먹을 수 있다(신 12:15).
442. "두 번째 십일조"로 바친 곡식은 예루살렘 밖에서 먹어서는 안 된다(신 12:17).
443. "두 번째 십일조"로 바친 포도주를 마셔서도 안된다(신 12:17).
444. 기름도 마찬가지이다(신 12:17).
445. 소와 양의 처음 난 것도 예루살렘 밖에서 먹어서는 안된다(신 12:17).
446. 속죄제나 속건제로 드린 것도 성전 밖에서 먹어서는 안된다(신 12:17).
447. 번제물로 드린 것은 먹어서는 안된다(신 12:17).
448. 제물의 피를 뿌리기 전에 고기를 먹어서는 안된다(신 12:17).
449. 첫열매로 바친 것은 일반 사람이 먹어서는 안된다(신 12;17).
450. 레위 사람을 저버려서는 안된다(신 12:19).
451. 짐승을 잡는 것에 관한 규정(신 12:20, 21).
452. 산 짐승의 신체 중 일부를 먹어서는 안된다(신 12:23).
453. 제물은 성전으로 가져가야 한다(신 12:26).
454. 토라에 하나라도 더해서는 안된다(신 12:32).
455. 토라에서 하나라도 빼서는 안된다(신 12:32).
456. 우상의 이름으로 예언하는 자에게 귀를 기울이지 말라(신 13:1).
457. 유혹하는 자의 소리에 귀를 기울이지 말라(신 13:7-10).
458. 이방 신에게로 유혹하는 자를 증오하라(신 13:9).
459. 그들을 죽여야 한다(신 13:9).
460. 그들을 감싸주어서도 안된다(신 13:9).
461. 그들의 잘못에 대하여 숨겨서도 안된다(신 13:9).
462. 우상을 숭배하게 하는 자는 내버려두어서는 안된다(신 13:10).
463. 우상을 숭배하게 하는 자들에 대해서는 자세히 조사하고 잘 알아보아야 한다(신 13:14). 
464. 하느님을 섬기다가 우상에게로 빠진 성읍은 불살라야 한다(신 13:15).
465. 그런 성읍은 다시 세워서도 안된다(신 13:16).
466. 그 성읍에서 어떤 물건도 취해서는 안된다(신 13:17).
467. 스스로 몸에 상처를 내서는 안된다(신 14:1).
468. 죽은 사람을 애도한다고 머리를 밀어서는 안된다(신 14:1).
469. 부정한 것은 먹어서는 안된다(신 14:3).
470. 새는 그것이 정한 것인지 알아보고 먹어야 한다(신 14:11).
471. 날개 달린 기어다니는 곤충은 먹어서는 안된다(신 14:19).
472. 저절로 죽은 것을 먹어서는 안된다(신 14:21).
473. "두 번째 십일조"에 관한 규정(신 14:23-27).
474. 가난한 자를 위한 십일조에 관한 규정(신 14:28-29).
475. 안식년에는 동족(同族) 유대인의 빚을 삭쳐 주어야 한다(신 15:2).
476. 안식년이라도 이방인에게 준 빚은 받아야 한다(신 15:3a).
477. 안식년에는 유대 동족의 빚을 삭쳐 주어야 한다(신 15:3b).
478. 가난한 동족에게 인색하지 말아야 한다(신 15:7).
479. 기쁜 마음으로 그들을 도와주어야 한다(신 15:8).
480. 안식년이 가까온다고 돈을 꾸어 주지 않으면 안된다(신 15:9).
481. 종을 놓아줄 때에는 빈 손으로 보내서는 안된다(신 15:13).
482. 그들에게 넉넉히 주어 내보내야 한다(신 15:14).
483. 하느님께 바칠 짐승의 맏배를 부려서는 안된다(신 15:19a).
484. 제단에 바칠 첫새끼 양의 털을 깎아서도 안된다(신 15:19b).
485. 니산 월 정오가 지나서는 누룩이 들어 있는 빵을 먹어서는 안된다(신 16:3).
486. 유월절 양의 고기를 다음 날까지 남겨서는 안된다(신 16:4).
487. 유월절 양을 성전 이외의 곳에서 바쳐서는 안된다(신 16:5).
488. 3대 절기는 기쁨으로 지켜야 한다(신 16:14).
489. 모든 성인 남자는 일년에 세 차례 예루살렘에 올라가야 한다(신 16:16).
490. 제물이 없이 성전에 올라가서는 안된다(신 16:16).
491. 모든 성읍에는 재판관이 있어야 한다(신 16:18).
492. 성전에는 나무를 심어서는 안된다(신 16:21).
493. 어느 곳에도 석상을 만들어 세워서는 안된다(신 16:22).
494. 흠있는 짐승을 제물로 바쳐서는 안된다(신 17:1).
495. 산헤드린의 결정에 귀를 기울여야 한다(신 17:10).
496. 전통을 무시해서는 안된다(신 17:11).
497. 이스라엘의 왕은 산헤드린에서 임명받아야 한다(신 17:15a).
498. 외국 사람을 왕으로 세워서는 안된다(신 17:15b).
499. 왕은 군마를 필요 이상으로 가져서는 안된다(신 17:16a).
500. 왕은 이집트로 내려가서는 안된다(신 17:16b).
501. 왕은 아내를 많이 두어서는 안된다(신 17:17a).
502. 왕은 재물을 너무 많이 가져서는 안된다(신 17:17b).
503. 왕은 율법 책을 복사해야 한다(신 17:18, 19).
504. 레위 지파는 땅을 유산으로 이어받지 못한다(신 18:1).
505. 레위 지파는 전리품을 취할 수 없다(신 18:1).
506. 제사장은 제물의 특별한 부위들을 가질 수 있다(신 18:3).
507. 처음 거둔 곡식과 포도주와 기름은 제사장에게 주어야 한다(신 18:4).
508. 처음 깎은 양털도 제사장에게 주어야 한다(신 18:4).
509. 각 제사장들과 레위인들은 각기 다른 시간에 일해야 한다(신 18:6-8).
510. 점쟁이를 용납해서는 안된다(제 510 계명).
511. 복술객을 용납해서는 안된다(신 18:10).
512. 주문을 외는 사람을 용납해서는 안된다(신 18:10).
513. 마법사를 용납해서는 안된다(신 18:10).
514. 마술하는 사람을 용납해서는 안된다(신 18:10).
515. 죽은 사람에게 물어 보는 사람을 용납해서는 안된다(신 18:10-11).
516. 예언자의 소리에 귀를 기울여야 한다(신 18:15).
517. 거짓 예언자를 삼가라(신 18:20).
518. 우상의 이름으로 예언해서는 안된다(신 18:20).
519. 거짓 예언자는 죽여야 한다(신 18:22).
520. 여섯 개의 도피성을 마련해야 한다(신 19:3).
521. 살인자를 동정해서는 안된다(신 19:13, 21).
522. 이웃의 경계를 침범해서는 안된다(신 19:14).
523. 한 사람의 증언만 가지고 재판해서는 안된다(신 19:15).
524. 거짓 증언을 하는 자에게는 그가 이웃에게 해를 입히려고 했던 것과 똑같은 벌을 내려야 한다(신 19:19). 
525. 전쟁에 나가서 적군을 두려워하지 말라(신 20:1).
526. 전쟁터에서 되돌려 보내야 할 사람들에 관한 규정(신 20:5-7).
527. 전쟁을 하기 전에 먼저 평화를 제의하라(신 20:10, 11).
528. 가나안의 7 민족을 진멸하라(신 20:16).
529. 성읍을 점령할 때 나무들을 베버리지 말라(신 20:19).
530. 범인을 알 수 없는 살인 사건에 관한 규정(신 21:1-9).
531. 범인을 알 수 없는 살인 사건을 위해서 송아지를 죽인 험한 계곡에서는 일도 하지 말고 그곳에 씨도 뿌리지 말라(신 21:4). 
532. 포로로 잡혀 온 여인을 아내로 취해도 된다(신 21:10, 11).
533. 그러나 그 여인을 팔아서는 안된다(신 21:14a).
534. 그에게 힘든 일을 시켜서도 안된다(신 21:14b).
535. 죽을 죄를 지어서 처형당한 사람의 주검은 나무에 매달아 두어야 한다(신 21:22).
536. 그러나 그 주검을 밤까지 내버려두어서는 안된다(신 21:23).
537. 그 주검은 그 날로 파묻어야 한다(신 21:23).
538. 다른 사람이 잃어버린 것을 발견했을 때는 주인에게 돌려주어야 한다(신22:1).
539. 그리고 그것을 못본체 해서는 안된다(신 22:3).
540. 이웃의 짐승이 길에 쓰러져 있는 것을 보면 주인을 도와 그 짐승을 일으켜 주어야 한다(신 22:4). 
541. 짐승에게 짐을 싣거나 내릴 때 도와주어야 한다(신 22:4).
542. 여자는 남자의 옷을 입어서는 안된다(신 22:5a).
543. 남자도 여자의 옷을 입어서는 안된다(신 22:5b).
544. 새끼를 품고 있는 어미 새를 잡아서는 안된다(신 22:6).
545. 새끼를 잡기 전에 먼저 어미 새를 날려보내야 한다(신 22:7).
546. 지붕에 난간을 만들어야 한다(신22:8a).
547. 그리고 집에서 사고가 나 사람이 죽는 일이 있어서는 안된다(신 22:8b).
548. 포도나무 사이사이에 다른 씨를 뿌려서는 안된다(신 22:9a).
549. 그리고 거기에서 거둔 곡식도 먹어서도 안된다(신 22:9b).
550. 소와 나귀에게 한 멍에를 메워 같이 밭을 갈게 해서는 안된다(신 22:10).
551. 양털과 무명실을 함께 섞어서 잔 옷을 입어서는 안된다(신 22:11).
552. 결혼의 성립에 대한 규정(신 22:13).
553. 아내에게 그녀가 처녀가 아니었다고 하는 주장이 거짓으로 드러난 경우에 관한 규정 (신 22:14-18). 
554. 아내에게 그녀가 처녀가 아니었다고 거짓 누명을 씌운 사람은 평생 그 여자와 함께 살아야 한다(신 22:19). 
555. 성 안에서 한 남자와 다른 사람에게 약혼한 여자가 성관계를 가졌을 때에는 둘 다 돌로 쳐죽여야 한다(신 22:24). 
556. 그러나 성 밖에서 이런 일이 일어났으면, 남자만 돌로 쳐죽여야 한다(신 22:26).
557. 약혼하지 않은 처녀를 욕보인 남자는 그녀의 아버지에게 배상을 해야 한다(신 22;29).
558. 그리고 그는 그녀와 결혼해야 하되, 그 여자와 이혼해서는 안된다(신 22:29).
559. 신낭이 터졌거나 신(腎)을 베인 사람은 주의 총회 회원이 될 수 없다(신 23:1).
560. 사생아는 주의 총회 회원이 될 수 없다(신 23:2).
561. 유대인은 암몬 사람이나 모압 사람과는 영원히 결혼할 수 없다(신 23:3).
562. 암몬 사람과 모압 사람과는 평화 관계를 가지려고 해서는 안된다(신 23:6).
563. 에돔 사람을 미워하지 말라(신 23:7a).
564. 이집트 사람도 미워해서는 안된다(신 23:7b).
565. 제의적으로 부정한 사람은 진(陳)에 들어갈 수 없다(신 23:10, 11).
566. 화장실은 진 밖에 만들어야 한다(신 23:12).
567. 군인은 무기와 더불어 삽을 항상 같이 가지고 다녀야 한다(신 23:13).
568. 도망온 종을 되돌려 보내서는 안된다(신 23:15).
569. 그리고 그들을 압제해서도 안된다(신 23:16).
570. 이스라엘 자손은 창녀나 남창이 되어서는 안된다(신 23:17).
572. 동족에게서 이자를 취해서는 안된다(신 23:20).
573. 이방인에게는 이자를 받을 수 있다(신 23:21).
574. 하느님에게 서원한 것은 지체함이 없이 지켜야 한다(신 23:21).
575. 맹세한 것은 반드시 지켜야 한다(신 23:23).
576. 이웃의 포도원에 들어가서 먹을 만큼 실컷 따먹는 것은 괜찮다(신 23:24a).
577. 그러나 그릇에 담아 가면 안된다(신 23;24b).
578. 이웃의 밭에 들어가서 이삭을 손으로 잘라먹는 것은 괜찮지만, 곡식에 낫을 대면 안된다(신 23:25). 
579. 이혼 증서에 대한 규정(신 24:1 이하).
580. 이혼한 아내를 다시 아내로 맞아들여서는 안된다(신 24:4).
581. 새신랑은 1년동안 집을 떠나지 못하도록 하여야 한다(신 24:5a).
582. 그리고 그 기간 동안에는 그는 모든 의무로부터 자유하다(신 24:5b).
583. 맷돌을 저당 잡아서는 안된다(신 24:6).
584. 악성 피부병의 조짐이 보이면, 그것을 무시하지 말라(신 24:8).
585. 담보물을 잡으려고 집에 들어가서는 안된다(신 24:10).
586. 담보물은 그날로 되돌려 주어야 한다(신 24:12).
587. 담보물을 그것을 잡힌 사람이 필요한 때에 즉시로 돌려주어야 한다(신 24:13).
588. 품꾼에게는 그날로 품삯을 지불해야 한다(신 24:15).
589. 혈연 관계가 있는 사람의 증언은 받아들여서는 안된다(신 24:16).
590. 외국 사람과 고아에게 억울하게 재판해서는 안된다(신 24:17).
591. 과부의 옷을 저당 잡아서는 안된다(신 24:17).
592. 밭에서 곡식을 거둘 때에 잊어버리고 거두어들이지 않은 단을 다시 가서 취하여 와서는 안된다(신 24:19). 
593. 그것은 올리브 나무의 열매의 경우도 마찬가지이다(신 24:20).
594. 형벌로 매를 맞을 경우에는 재판관은 매 맞을 사람을 자기 앞에 엎드리게 하고 죄의 정도에 따라 매를 때리게 해야 한다(신 25:2). 
595. 그러나 40대 이상 때려서는 안된다(신 25:3).
596. 곡식을 밟으면서 타작하는 소의 입에 망을 씌워서는 안된다(신 25:4).
597. 남편이 아들이 없이 죽은 경우, 그의 아내는 다른 사람과 재혼해서는 안된다(신 25:5a). 
598. 죽은 남편의 형제가 그녀와 결혼을 해야 한다(신 25:5b).
599. 죽은 형을 대신해서 형수와 결혼하기를 거절하는 사람에 대한 규정(신 25:7-10).
600. 음낭을 잡는 자를 보고도 내버려두어서는 안된다(신 25:11).
601. 그에게는 동정심을 보여서는 안된다(신 25:12).
602. 집에 크고 작은 두개의 되를 가지고 있어서는 안된다(신 25:14).
603. "아말렉 사람이 너희에게 한 일을 기억하라"(신 25:17).
604. 아말렉 사람을 진멸하라(신 25:18).
605. 그리고 절대로 그들이 한 일을 잊어버려서는 안된다(신 25:18).
606. 햇곡식을 예물로 바칠 때 드리는 고백(신 26:5-10).
607. 가난한 자들을 위한 십일조를 드린 것에 대한 고백(신 26:12-15)
608. 십일조를 애곡하는 날에 먹어서는 안된다(신 26:14a).
609. 그리고 제의적으로 부정한 상태에서 먹어서도 안된다(신 26:14b).
610. 또한 그것을 죽은 자를 위해 사용해서도 안된다(신 26:14c).
611. 하느님의 길을 따라 걸으라(신 26:17).
612. 안식년 장막절에 모든 이스라엘 회중을 다 모아야 한다(신 31:12-13).
613. 토라(율법)를 써서 간직하고 있어야 한다(신 31:19).

## 같이 보기
- 할라카
- 토라